# La Flaca
 (décembre 2024).
Si vous disposez d'ouvrages ou d'articles de référence ou si vous connaissez des sites web de qualité traitant du thème abordé ici, merci de compléter l'article en donnant les références utiles à sa vérifiabilité et en les liant à la section « Notes et références ».
Pour les articles homonymes, voir La Flaca (homonymie).
La Flaca (littéralement « La Maigre »), sous-titrée revista liberal y anticarlista (« revue libérale et anti-carliste ») est une revue hebdomadaire satirique espagnole d'idéologie républicaine et fédéraliste, publiée à Barcelone entre le 27 mars 1869 et le 3 mars 1876, durant le sexennat démocratique, période durant laquelle la liberté de la presse autorisa ce genre de publications.
Elle se composait de quatre pages comportant de nombreuses illustrations, était écrite en castillan, et connaissait une diffusion nationale ainsi qu'en outre-mer, en France et en Italie. Sa publication fut suspendue à diverses reprises par les autorités et, pour contourner la censure, elle fut alors publiée sous différents titres : La Carcajada, La Risotada, La Risa, La Madeja política, El Lío et La Madeja.

## Titre
Le titre était une allusion ironique à la situation du peuple espagnol : la femme rachitique munie d'un bouclier portant les armoiries du pays et la couronne de lauriers, accompagnée d'un lion tout aussi famélique figurant sur la couverture de la revue était une satire de l’allégorie de la femme et du lion fomentée par les autorités au XIXe siècle et censée incarner l'alliance entre la monarchie et le peuple.
Il s'agit également d'un clin d'œil à une autre revue satirique, La Gorda (« La Grosse »), publiée à Madrid entre 1868 et 1870, et qui en dépit de son sous-titre Liberal incarnait davantage une idéologie conservatrice.

## Présentation

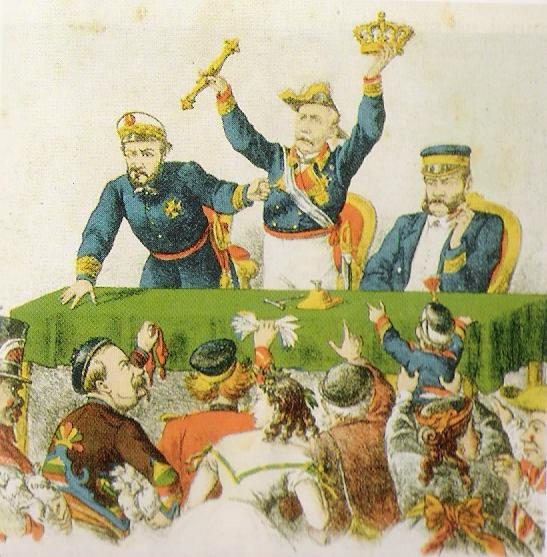
Prim, Serrano et Topete arborant (ironiquement) les attributs de la monarchie espagnole, caricature publiée en avril 1869, après la révolution « glorieuse » de 1868.

Comme la revue Gil Blas, elle publiait des caricatures sur des doubles pages, mais avec un agrément particulièrement notable pour l'époque : l'utilisation de la couleur. Ses caricatures satiriques avaient également des ressemblances avec la revue anglaise Punch, mais La Flaca était davantage tournée vers les sujets politiques, tandis que Punch se consacrait plutôt à une critique sociale. Ses caricatures politiques marquèrent son époque et leur style influença notablement ses successeurs du XIXe siècle espagnol.
Ses textes ne portaient pas de signature, ou seulement un pseudonyme. Elle se distingua en particulier par la qualité de ses illustrations, réalisées en quadrichromie par Tomás Padró.
La Flaca publia des écrits en prose ou en vers, avec un texte relativement grand (d'environ 11 ou 12 points), et des titres sur une colonne légèrement plus grands, séparés par une barre verticale plus ou moins stylisée. Le papier utilisé était d'une grande qualité pour l'époque.

## Histoire
Dans ses premières années, La Flaca manifeste une vive opposition au général Prim, jusqu'à sa suspension durant l'été 1871, après la publication de son 100e numéro.
À partir de 1872 et du début de la troisième guerre carliste, toujours publiée sous divers titres (La Madeja política, El Lío, La Madeja), elle se montre clairement opposée au carlisme, ligne idéologique qui finit par devenir sa seule raison d'être. Une fois la guerre terminée, il publie son dernier numéro, intitulé La Paz ¡bienvenida seas! (« La Paix, sois la bienvenue ! »).